# 張禹
張 禹（ちょう う、? - 紀元前5年）は、前漢の人。字は子文。河内郡軹県の人。政治家にして『論語』学の大家。

## 略歴

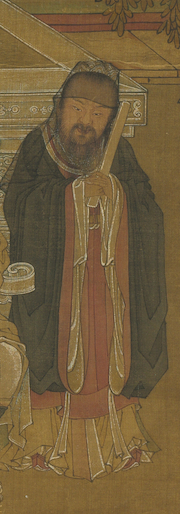
張禹

子供の頃、占い師から「この子に経書を学ばせなさい」と言われ、張禹は成長すると長安で学問し、施讐から『易経』を学び、王吉や庸生から『論語』を学んだ。大成すると多くの弟子を持ち、郡の文学となった。
宣帝の甘露年間に、儒者たちが張禹を推薦したため、宣帝は詔を出して太子太傅蕭望之に質問させた。張禹は『易経』と『論語』について答え、蕭望之は彼を認めて試しに政治に使ってみるべきだと上奏した。しかしその上奏は取り上げられず、張禹はもとの官に戻された。その後、試しに博士とされた。
元帝の初元年間、劉驁が皇太子に立てられた。皇太子に『書経』を教える役目にあった博士の鄭寛中が張禹を『論語』に詳しい人物として推薦したので、詔が出されて張禹が『論語』を皇太子に教えることとなり、張禹は光禄大夫とされた。数カ年後、東平内史となった。
その後、元帝が死去し皇太子劉驁（成帝）が皇帝に即位すると、鄭寛中と張禹が呼び戻され、師匠であったことを理由に関内侯の位が授けられた。張禹は光禄大夫・給事中・領尚書事となったが、成帝の外戚の王鳳が大将軍・領尚書事であったことから、辞職して王鳳を避けようとした。しかし張禹をとても尊敬する成帝は強く慰留したため、再度政務に戻った。
河平4年（紀元前25年）、丞相王商が失脚すると、後任の丞相となり、安昌侯に封じられた。5年後の鴻嘉元年（紀元前20年）に老病を理由に辞職を願い、許された。特進の位を授かるなど恩典や賞賜を与えられた。張禹は引退しても朝廷で重要な案件があると議論に参与した。
張禹は慎み深く親切であり、一方で利殖に務め、富貴の身となると肥沃な土地を多く買い取った。弟子には大司空に至った彭宣や少府などとなった戴崇がいた。張禹は真面目な彭宣よりも親しみやすく頭が回る戴崇を好んだ。
張禹が自分の墓地として平陵の場所を得ようと願い出た際、成帝の外戚の曲陽侯王根が反対した。しかし成帝は張禹の願いを聞き届けた。そのため王根は張禹を憎み、張禹を讒言するようになったが、成帝はますます張禹を厚遇するようになった。張禹の病気を自ら見舞った際には、張禹が娘と会えるよう、娘が嫁いだ蕭咸を弘農太守に配置換えしたり、無官であった張禹の末子をその場で黄門郎・給事中に任命した。
永始・元延年間に日食や地震が相次ぎ、外戚王氏の専横が原因であると述べる者が多かった。成帝がその事について張禹に意見を聞くと、張禹は王氏と事を構えるのを恐れ、「日食や地震の起こる理由はさまざまでわかりにくいものです。どうして田舎儒者にわかりましょうか。陛下が政治を修めておれば良いのです」と答えた。これによって成帝は王氏を疑わなくなった。王根たち王氏はそれを聞いて喜び、自ら張禹の屋敷へ行った。
張禹は成帝の死後、建平2年（紀元前5年）に死亡し、節侯と諡された。子の張宏が後を継いだ。張宏は太常に至り、弟たち3人も校尉などとなった。
張禹は『論語』（魯論語）を研究して、最も尊ばれた。儒者の間では「『論語』を学ぼうと思うなら、張禹の文章を覚えることだ」と言われ、張禹の説が主流となって他の者の説は廃れていった。